# Бернадет Питерс
Бернадет Питерс (енгл. Bernadette Peters) је америчка глумица, рођена 28. фебруара 1948. године у Њујорку (САД).